# パロキセチン
パロキセチン塩酸塩水和物（パロキセチンえんさんえんすいわぶつ、英語: Paroxetine Hydrochloride Hydrate）は、イギリスのグラクソ・スミスクライン（旧 スミスクライン・ビーチャム）で開発された選択的セロトニン再取り込み阻害薬（SSRI）である。同社より商品名パキシル（Paxil）で発売されている。日本では2000年11月に薬価収載され、販売が開始された。
パロキセチンは、脳内セロトニン神経系でセロトニンの再取り込みを阻害することで、脳内シナプス間隙に存在するセロトニン濃度が高まり、神経伝達能力が上がる。その結果、抗うつ作用及び抗不安作用を示すと考えられる。
また、ヒトP2X4受容体の強力な阻害作用（IC50=1.87µM）を有する。抗アロディニア作用を示し、神経因性疼痛の患者へ使用することが可能とみられる。
児童青年のうつ病への効果は確認できず、また安全性も確認できず有害事象が報告されており、英国国立医療技術評価機構（NICE）は児童青年には処方してはならないとしている。グラクソ・スミスクラインは児童青年に対し、有害事象の証拠がありながら安全で効果的だとして、違法な病気喧伝を行なったため、アメリカ合衆国司法省より30億ドルの訴訟を行われたという歴史がある。
パロキセチンは他のSSRIと比較して有害事象発生率が高い、かつ薬物相互作用の傾向が高いとNICEは報告している。パロキセチンの断薬は、危険性の高い中断症候群を引き起こすことがある。
軽症のうつ病を説明する「心の風邪」というキャッチコピーは、1999年に明治製菓が同社のSSRIであるデプロメールのために最初に用い、特にパキシルを販売するため、グラクソ・スミスクラインによる強力な病気喧伝で使用された。現在では、軽症のうつ病に対する抗うつ薬の効果には疑問が呈されており、安易な薬物療法は避けるよう推奨されている。

## 適応
日本でのパキシルの適応は、成人のうつ病・うつ状態、パニック障害、強迫性障害、社交不安障害、心的外傷後ストレス障害。
その他、適応外使用で月経前症候群、摂食障害、耳鳴りにも用いられる。
社交不安障害に対しての処方は、NICEはセルトラリンまたはエスシタロプラムのSSRIが効果を示さない場合の、選択肢の一つとして提案している。

### 用法
日本で承認されている用量用法は、通常は1日10〜20mgから始まり、1週間から2週間ごとに10mgずつ増やす。減らす時はその逆である。減量・中止時には5mgずつ減らしていく場合もある。1日の服用量の上限は、パロキセチンとして、パニック障害では30mg、鬱病・鬱状態では40mg、強迫性障害では50mgであり、毎日夕食後や就寝前等に経口服用する。効果が実感できるようになるまでの期間に個人差が大きく、1週間から1ヶ月程度かかる。強迫神経症や抑うつ性の病気、社会不安障害の人が飲むと、理解や視覚される恐怖が弱まると言う患者もいる。
急に一気に服薬を止めると、気分や体調が悪くなったり、寝込んだり、何らかの拍子に不安や抑うつなどうつ病が再発したかのようなSSRI離脱症候群が生じる可能性がある。また、不安障害やうつ病の重篤化が懸念されるため、医師の指示なく薬をやめることは危険である。

## 有効性

### うつ病
1998年には、公開された文献をメタアナリシスした結果、パロキセチンを含む16種類の抗うつ薬や精神科の薬は、概してうつ病に対する薬の本来の効果は25%で、残りは偽薬効果や自然経過であることが示された。
2004年のグラクソスミスクラインによる試験情報の隠蔽のための裁判の結果、パキシルに関する全臨床試験の情報をインターネットで開示するよう求められた。未公表データが出てくることで、たくさんのデータを集めてデータを解析しても良い結果に傾いてしまうという出版バイアスを是正してデータを解析することが可能となる。
2008年には、世界保健機関とその関連機関が、制裁によって公開されたパロキセチンに関する未公表の試験を結合し40試験の計3704人からなる二重盲検試験を解析した結果、パロキセチンの本来の効果は効果全体の17%であり、残りは偽薬効果や自然経過であることが明らかになった。これは、SSRIのパロキセチンとフルオキセチン、SNRIのベンラファキシン、ほかの機序の抗うつ薬のネファゾドンの未公表の文献を含めて解析し明らかになった、薬の本来の効果は18%であるとする研究とほぼ一致する。
思春期（12〜18歳）のうつ病患者に対して、偽薬又はパロキセチンを投与して比較した2001年の臨床試験が再解析された結果、投与8週後のハミルトンうつ病評価尺度（HAM-D）スコアの変化量は偽薬群9.1ポイントに対してパロキセチン群10.7ポイントであり、統計学的にも臨床的にも有効性は確認されないことが明らかとなった。この試験で自殺・自傷行動は偽薬群で2.3%（2/87）、パロキセチン群で11.8%（11/93）に見られた。

## 副作用
概要（添付文書中に記載のある主なものを、承認時発生頻度順に列記。867例中15.0〜1.3%）
- 嘔気（投与初期に出現、多くは2週間程度でおさまる）
- 傾眠（日中の倦怠感）
- 口渇
- めまい
- 便秘
- 頭痛
- 食欲不振
- 射精障害

重大な副作用（発生頻度は1%未満または不詳）
- セロトニン症候群（錯乱・発熱・発汗・震え・痙攣・ミオクローヌス）
- 悪性症候群（体の強い硬直・じっとして動かない・震え・意識がはっきりしない・発汗・高熱）
- 錯乱、幻覚、譫妄、痙攣
- 肝機能障害（黄疸）

投薬中止時（特に突然の中断時）に以下の報告がある。
- めまい
- 知覚障害
- 睡眠障害
- 激越
- 不安
- 嘔気
- 体の震え
- 発汗等（頭がシャンシャンする、耳鳴りなど）
- うつの再来（揺り戻し）

これらの副作用は以前から報告が有ったが2003年に取り扱い注意項目として追加された。
頭痛や眠気、吐き気などは、アルコールと一緒に飲むと起きやすくなる。服用中は、飲酒を避けることが望ましい。また妊娠中、服用中に妊娠が判明した女性は、必ず医師に伝える。

### 自殺リスク
他害行為と抗うつ剤との因果関係が否定できない症例が確認されたことから、2009年5月に厚生労働省より添付文書の改定を指示され、［重要な基本的注意］「自殺企図」の中に「攻撃性」のリスクが明示された。

### 離脱症候群
多くの向精神薬は投与の中止時に離脱症候群を引き起こすことがある。パロキセチンはこのカテゴリの薬品では最も高い確率でインシデントを起こし、また深刻な離脱症候群を引き起こすという証拠が存在する。パロキセチンの離脱症候群に共通しているのは、吐き気・目眩・立ちくらみ・不眠・悪夢・明晰夢・電撃の感覚・泣き出しと不安などがある。パロキセチンの水溶液を用いることで、非常にゆっくりとした投薬削減が可能であり、それにより断薬症候群を減らすことができるであろう。別の勧告では、一時的にフルオキセチンに切り替える方法であり、それは長い半減期により離脱症候群の重篤度を減少させることができる。

## 禁忌
以下に当てはまる患者には、投与不可。
- 児童青年。NICEのガイドラインではパロキセチンおよびベンラファキシンは、児童青年のうつ病治療として使用してはならない（should not be used）と勧告している[24]。NICEが18歳未満に許可している抗うつ薬はフルオキセチンただ1つのみであり、深刻なうつ病に限定され、かつ心理療法を併用しなければならない[7]。
- パロキセチンに対して過去に過敏症を示した患者。
- アトモキセチン服用者[25]。
- MAO阻害剤を服用中か、服用を中止してから2週間に満たない患者。
  - 脳内のセロトニン濃度が高まるため。
- 塩酸チオリダジン（商品名：メレリル）投与中の患者。
  - パロキセチンが薬物代謝酵素の働きを妨げ、チオリダジンの血中濃度が上昇する危険があるため。
  - 心室性の不整脈や、心電図上でQT時間が延びると言った、心臓の動きにかかわる重い副作用を伴うため。
- ピモジド（商品名：オーラップ）を服用中の患者。
  - チオリダジンのケースに同じ。

また、パロキセチン服用中は、セント・ジョーンズ・ワートを含む食品を摂取しない様にする事も肝心である。摂取すれば薬の効用を高めてしまう危険性がある。

## 商品名・剤形
主な国々での商品名を挙げる。

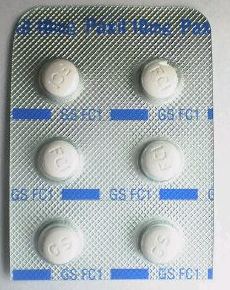
パキシル（写真は10mg錠）

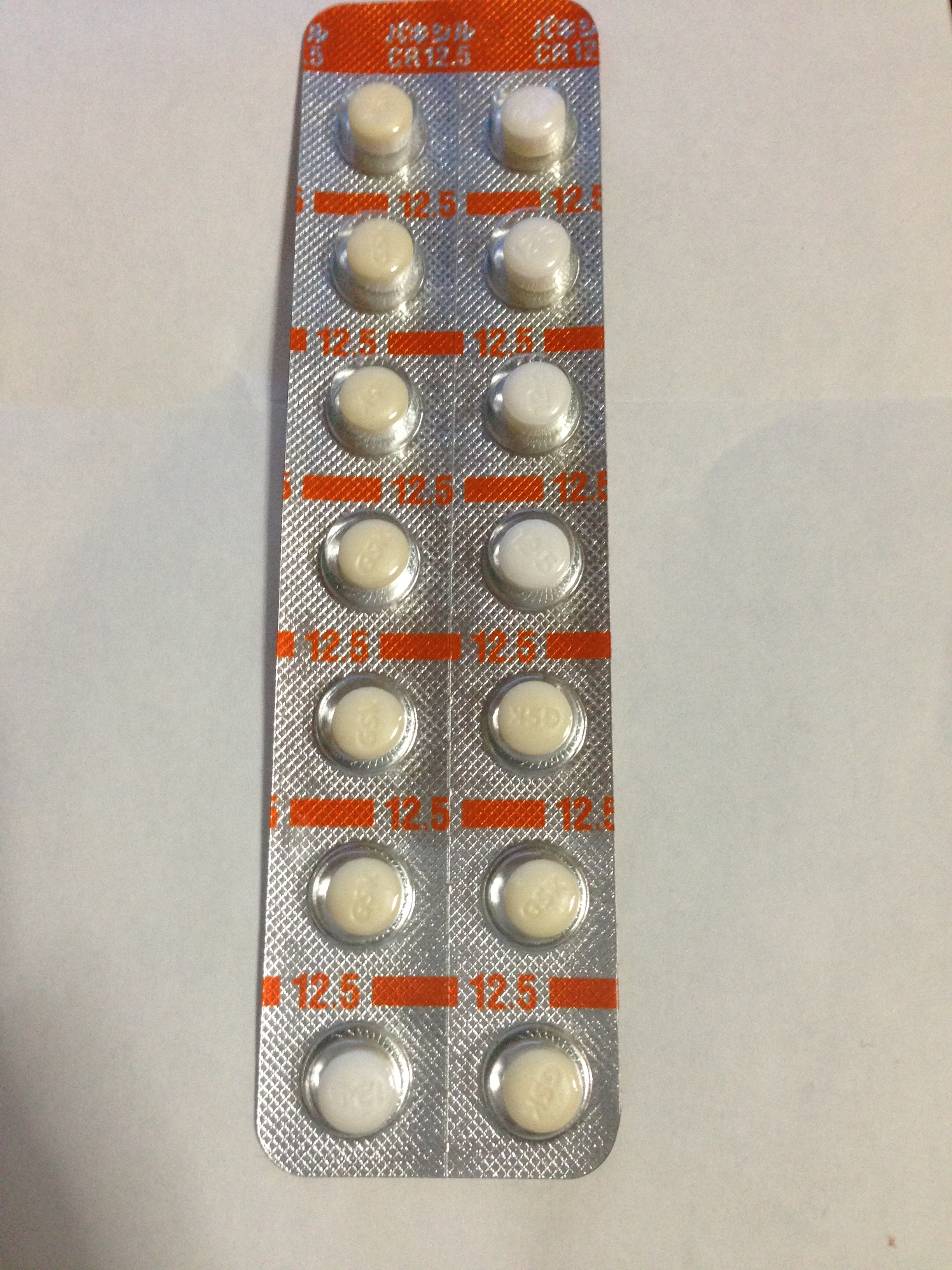
パキシルCR錠12.5mg

- Paxil…日本、アメリカ、カナダ、ブラジルなど
- Seroxat…オーストリア、ギリシャ、イスラエル、ポーランド、ポルトガル、イギリス、中国など
- Aropax…オーストラリア、ニュージーランド、南アフリカ、ブラジルなど
- Pondera…ブラジルなど
- Deroxat…スイス、フランスなど
- Paroxat…ドイツなど
- Cebrilin…ラテンアメリカなど

- 錠 — 5mg /10mg / 20mg
- 腸溶性製剤 — 6.25mg /12.5mg /25mg

日本国外では40mg錠などもあるが、日本国内では使われていない。また、各社から後発医薬品も販売されている。
後発医薬品であるパロキセチン錠10mg「SPKK（製造元：サンド株式会社）」は子供が誤飲しないようわざとPTP包装から取り出しにくくなっている。
gskから2012年1月19日に、同年1月18日付で、徐放性製剤である「パキシルCR（Controlled Release）」錠の製造販売承認を取得したことが発表された。さらに、同年6月22日付の官報で、パキシルCR錠、およびパキシル（パロキセチン）の後発医薬品が薬価収載された。

## 病気喧伝と訴訟
10年もの間、グラクソ・スミスクライン（GSK）は「依存性がない」として薬を販売してきたが、それは多くの専門家ならびに、少なくとも1つの裁判によれば事実に反する。2001年に英国放送協会（BBC）は、世界保健機関が投与中止が非常に困難な抗うつ薬に「パロキセチン」を位置付けたと報じた。
2002年にアメリカ食品医薬品局（FDA）は、薬に関する新しい製品警告を公表し、また国際製薬団体連合会（IFPMA）はGSKがパロキセチンに関して市民を欺き、さらに2つの連合における規約基準に違反していたと述べた。『イギリス医学雑誌』は、Social Audit（社会監査）の代表であるチャールズ・メダワー（Charles Medawar）を引用した。
グラクソスミスクラインが掲示するパロキセチンの処方情報は、重篤な中断症状を含む中断症候群の発生を認めている。
1992年にパロキセチンがFDAに認可されて以来、およそ5,000人のアメリカ市民がGSKを訴えてきた。これらの人々の大部分は、同薬を非依存性だと明確に宣伝した後、GSKは薬の副作用に先立って—特に上述の議論された離脱症候群を充分に警告していなかったと感じている。
2001年の911事件の後、GSKはアメリカでパキシルのテレビ広告を増やした；2001年10月には、GSKは2000年10月の2倍近くの費用をかけた。パロキセチンからの離脱の困難さ、さらにGSKによる隠蔽は、後にABCで報道された。
イギリスでは2001年以来、セロクサート（イギリスでの商標名）が処方されていた人々を代表して訴訟が起こされた。彼らは、グラクソスミスクラインが患者情報を軽視したが、同薬に重篤な副作用があったと主張している。
2004年の始めに、GSKは消費者による詐欺の訴えを250万ドルで和解することに合意した（当時、年間270億ドルを超えるパキシルの売上のほんの一部である）。法的証拠開示手続きも、パキシルの不都合な研究結果の意図的で組織的な抑制の証拠を暴いた。あるGSKの内部文書には「[小児における]有効性が証明されなかったという記述を盛り込めば、パロキセチンの評判を傷つけ商業的に歓迎されないだろう」と書かれていた。
2004年6月には、FDAはパキシルCRの「虚偽あるいは誇大な」テレビ広告に対応して、GSKに対する違反文書を公開した；FDAは、
と述べた。GSKはその広告は、予めFDAに審査されたと主張したが、再び放映しないと述べた。
2007年1月29日、BBCのテレビ番組「パノラマ」で、セロクサートに関するシリーズ4番目のドキュメンタリーを放映した。タイトルは「臨床試験の秘密」（Secrets of the Drug Trials ）で、子供と青年における3つのGSKの小児臨床試験に焦点を当てた。試験のデータは、10代ではセロクサートは効き目がなかったことを示した。また1つの臨床試験は、若年者では服用後に自殺に陥ることが6倍多かったこと示唆した。試験の1つである研究329（Study 329）の結果は、パロキセチンの安全性と有効性について読者を誤導するやり方で報告されており、科学文献において小児うつ病の薬物の有用性の評価をたびたび歪曲させた。
2008年10月に、裁判所文書が訴訟の1つの結果として公開され、GSK「および/あるいは研究者は、臨床試験の間、自殺の危険性のデータを抑制したか隠していた可能性がある」と記されていた。捜査員の1人、「チャールズ ネメロフ、エモリー大学の精神医学部の前・学部長は、初のビッグネームの「露見」だった…発覚のさなか2008年10月はじめにネメロフは、35,000ドルだと同校には伝えていたが、2006年にGSKから96万ドル以上を受け取っていたことで学部長を辞した。後の捜査は、2000年から2006年の間の製薬会社からの支払いを合計すると250万以上だと暴いたが、それでも公にされたのは極一部であった」
GSKによるパキシルに関する不都合な研究結果の抑制—さらに法的証拠開示手続きが暴いた—は、Alison Bassによる2008年の著書『副作用—検事、内部告発者、そして審理中にもベストセラーの抗うつ薬』(Side Effects: A Prosecutor, a Whistleblower, and a Bestselling Antidepressant on Trial )の題材である。同書、2人の女性の生活記録—検事と内部告発者—は、パキシルの研究とマーケティングの手口を明るみに出した。同書は、トップアイビーリーグの研究機関である巨大製薬会社グラクソスミスクラインと、市民を保護するために定められた政府機関の間の結び付き—弱い子供たちの健康と安全を間違いなく危険に曝した矛盾した関係を示した。『副作用』は2009年のNASWの社会における科学賞を受賞した。
2012年、アメリカ合衆国司法省は、GSKが子供向けにパキシルを販売促進したことを含めた罪状を認め、30億米ドルの罰金を支払うことを公表した。

## 研究事例
現在、メイラックスとともに、耳鳴りの治療薬としての効果が注目されている。耳鳴りは、現在は、ステロイド、アデホス、メコバラミンしか対処薬がなく、その効果もさほどではない。治療効果があれば、耳鳴りの患者への福音となりうる。